# Borana

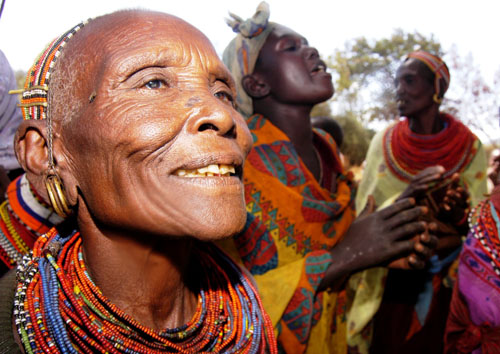
Borana-Frauen in Kenia

Die Borana (auch Borena oder – in Übereinstimmung mit der Tatsache, dass der letzte Vokal des Wortes stumm ist – Boran geschrieben) sind eine Untergruppe des Oromo-Volkes. Ihre Gesamtzahl wird auf etwa 4 Millionen geschätzt, wovon die meisten im Süden Äthiopiens, etwa 150.000–175.000 in der Eastern Region von Kenia und wenige in der Region Gedo in Somalia leben.
Sprache der Borana ist das Borana, das zu den südlichen Dialekten der Oromo-Sprache gehört und auch von den Gabbra und Sakuye gesprochen wird. Sie sind traditionell Rinderzüchter, wobei heute manche auch Schafe, Ziegen oder gar Kamele halten oder Ackerbau betreiben. Ihre traditionelle Religion ist monotheistisch mit einem Gott Waka; in den letzten 70 Jahren hat der Islam unter ihnen an Einfluss gewonnen, einige wenige Borana sind Christen.
Von 2009 bis 2017 war der Viehlandwirt Guyyoo Gobbaa gewählter König der Borana. 2017 wurde er den Traditionen der Oromo folgend von Kura Jarso abgelöst. Zu den Problemen des Volks zählen Konflikte mit benachbarten Volksgruppen und Viehdiebstähle. sowie Dürre, die in ihrer Region aufgrund des Klimawandels voraussichtlich zunehmen wird.

## Geschichte

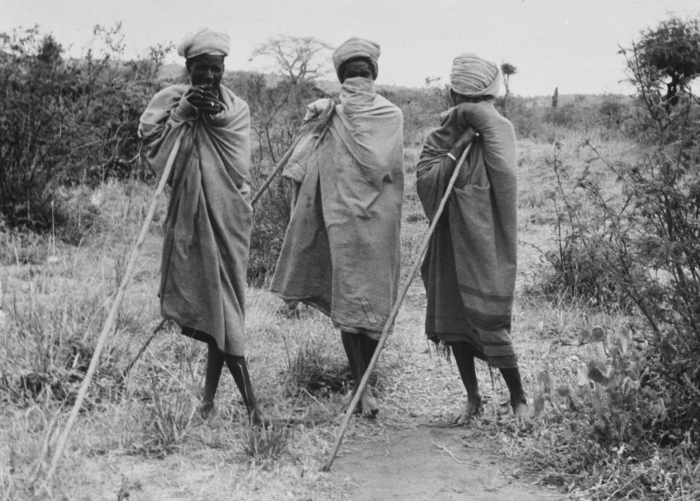
Männer der Borana zwischen 1900 und 1940

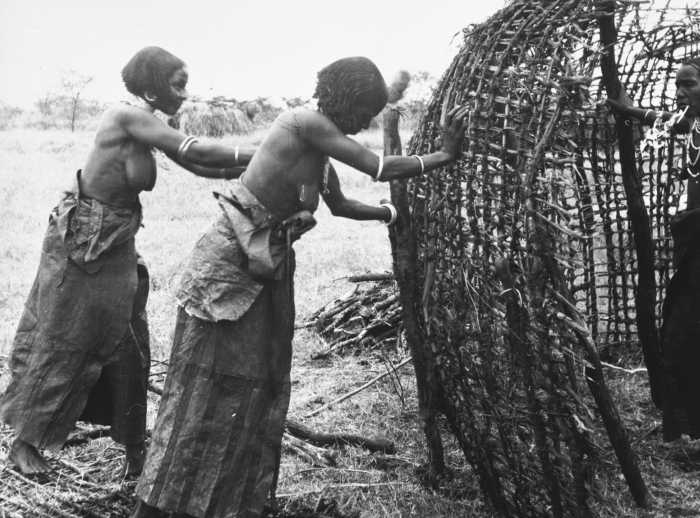
Frauen der Borana zwischen 1900 und 1940

Nach Bahrey waren die Borana im 16. Jahrhundert die zweite Untergruppe der Oromo neben den Baraytuma (auch: Barentuma). Aus ihrem Ursprungsgebiet im südlichen äthiopischen Hochland zogen die Baraytuma ab dieser Zeit nach Norden und Osten in große Teile des heutigen Äthiopien. Die Borana drangen hingegen in südliche Richtung in weite Gebiete Nordkenias und bis in das Gebiet westlich des Juba (Jubaland) im heutigen Somalia vor. Dabei verdrängten sie vor ihnen dort lebende somaloide Gruppen. Eine wesentliche Rolle soll dabei das Altersklassensystem gada gespielt haben: Alle acht Jahre musste eine neue Generation junger Borana-Männer ausziehen und die abgetrennten Genitalien eines Feindes als Trophäe mitbringen, um in die Klasse der Krieger aufzusteigen. Die Gabbra und Sakuye neutralisierten die Bedrohung durch die Borana, indem sie deren Verbündete wurden. Andere somaloide Gruppen unternahmen umfangreiche Wanderungsbewegungen, um sich den Borana zu entziehen; die Rendille blieben als südlichste Gruppe unabhängig.
Die Hegemonie der Borana endete im 19. Jahrhundert durch das Vordringen von Somali vom Clan der Darod, die die Borana weg vom Juba und weiter bis westlich des Tana abdrängten. Die britischen Kolonialherren stoppten schließlich das weitere Vordringen der Somali auf Kosten der Borana in Kenia. Sie zogen eine Grenze zwischen Borana und Somali, die weitgehend der heutigen Grenze zwischen der Ost- und der Nordostregion in Kenia entspricht.